# Starr School
Starr School és una concentració de població designada pel cens dels Estats Units a l'estat de Montana. Segons el cens del 2000 tenia 248 habitants.

## Demografia
Segons el cens del 2000, Starr School tenia 248 habitants, 61 habitatges, i 58 famílies. La densitat de població era de 23,5 habitants per km².
Dels 61 habitatges en un 49,2% hi vivien nens de menys de 18 anys, en un 50,8% hi vivien parelles casades, en un 29,5% dones solteres, i en un 4,9% no eren unitats familiars. En el 4,9% dels habitatges hi vivien persones soles l'1,6% de les quals corresponia a persones de 65 anys o més que vivien soles. El nombre mitjà de persones vivint en cada habitatge era de 4,07 i el nombre mitjà de persones que vivien en cada família era de 4,14.
Per edats la població es repartia de la següent manera: un 42,3% tenia menys de 18 anys, un 11,7% entre 18 i 24, un 22,6% entre 25 i 44, un 18,1% de 45 a 60 i un 5,2% 65 anys o més.
L'edat mediana era de 23 anys. Per cada 100 dones de 18 o més anys hi havia 95,9 homes.
La renda mediana per habitatge era de 24.531 $ i la renda mediana per família de 24.531 $. Els homes tenien una renda mediana de 35.972 $ mentre que les dones 31.250 $. La renda per capita de la població era de 8.105 $. Aproximadament el 18,5% de les famílies i el 20,2% de la població estaven per davall del llindar de pobresa.

## Poblacions més properes
El següent diagrama mostra les poblacions més properes.